# أوي كراوزه
أوي كراوزه (بالألمانية: Uwe Krause)‏ هو لاعب كرة قدم ألماني، ولد في 13 أكتوبر 1955 في مدينة براونشفايغ في ألمانيا. لعب مع آينتراخت براونشفايغ وستاد لافال ونادي سوشو ونادي سيت ونادي موناكو.

## وصلات خارجية
- أوي كراوزه على موقع قاعدة بيانات كرة القدم.إي يو (الإنجليزية)
- أوي كراوزه على موقع بيانات كرة القدم. دي إي (الألمانية)
- أوي كراوزه على موقع Soccerway.com (الإنجليزية)
- أوي كراوزه على موقع عالم كرة القدم.نت (الإنجليزية)
- أوي كراوزه على موقع GSA (الإنجليزية)